# Antioksidanti (glasbena skupina)
Antioksidanti so petčlanska slovenska rock skupina iz Ajdovščine, ki je nastala leta 2009. Sestavljajo jo pevec Erik Jež, kitarist Andraž Žvokelj, kitarist Grega Marc, basist Darjan Brus in bobnar Gal Furlan. So zmagovalci Šourocka 2015.
16. januarja 2015 so izdali svoj debitantski album, Parfum in plastika, ki je izšel v samozaložbi.